# Ilanz/Glion
Ilanz/Glion (německy Ilanz, rétorománsky Glion) je obec ve švýcarském kantonu Graubünden, okresu Surselva, jehož je zároveň i hlavním sídlem. Nachází se v údolí Předního Rýna, asi 26 kilometrů jihozápadně od kantonálního hlavního města Churu, v nadmořské výšce 698 metrů. Má přibližně 5 000 obyvatel.
Do 31. prosince 2013 patřil Ilanz ke stejnojmenné politické obci, kterou tvořilo město Ilanz a od roku 1978 také připojená obec Strada im Oberland. Obě obce měly dohromady 2 353 obyvatel (2012). Od 1. ledna 2014 patří do nové obce Ilanz/Glion, která vznikla sloučením Ilanzu, hlavního města bývalého stejnojmenného okresu, připojené bývalé samostatné obce Castrisch, Duvin, Ladir, Luven, Pigniu, Pitasch, Riein, Rueun, Ruschein, Schnaus, Sevgein a Siat. Obec se propaguje heslem „První město na Rýně“.

## Geografie
Městečko leží na Předním Rýnu, uprostřed široké kotliny, zvané Gruob, při vstupu do údolí Lugnez, několik kilometrů nad soutěskou Ruinaulta. Ilanz je správním centrem regionu, sídlem oblastní nemocnice, trhu a školy a tvoří centrum dolní Surselvy. Postupným připojováním okolních obcí narostla rozloha katastru obce až na více než 133 km²; zasahuje tak až na hranice s kantonem St. Gallen (nejsevernější a zároveň nejvyšší bod se nachází na 3 158 metrů vysokém vrcholu Hausstock), na jihu pak až na nejzazší bod na hoře Crap Grisch-Planggenhorn (2 816 m n. m.).

## Historie

Letecký pohled na Ilanz (1923)

Osada, která je v listinách zmiňována v roce 765 v závěti biskupa Tella, je jako město uváděna v roce 1289 pod názvem Illiande. Význam názvu je dosud ne zcela objasněný. Na počátku středověku zde byla tři jádra osídlení: Ober-Ilanz u kostela svatého Martina, Unter-Ilanz v dnešní čtvrti Städtli a Sankt Nikolaus na levém břehu Předního Rýna. Centrem obce byl prozatím pravděpodobně Ober-Ilanz, kde sídlilo selské markrabství. Sídlil zde také ministr franského krále pro správní obvod Tuverasga, k němuž patřil celý Gruob. V Dolním Ilanzu, v oblasti kostela svaté Markéty a Casa Gronda, se nacházel velký biskupský statek, který biskup Tello odkázal v roce 765 klášteru Disentis.
Význam Ober-Ilanzu byl brzy nahrazen sídlem Unter-Ilanz. S rozpadem franské nadvlády ztratil Ober-Ilanz jako sídlo ministra svůj význam. Kromě toho vzrostl význam velkého dvora kláštera Disentis v Unter-Ilanz, který od 10. století nabýval na politickém a hospodářském významu. Zvýšil se také provoz přes Lukmanierský průsmyk, takže Unter-Ilanz, ležící na Lukmanierské cestě, získal na významu.
Třetí sídelní jádro St. Nikolaus je navzdory nedostatku písemných zmínek pravděpodobně stejně staré, ne-li starší než čtvrť Städtli, a to na základě úvah o historii osídlení; archeologické nálezy dokazují, že tudy musela vést cesta přes průsmyk Lukmanier již v pravěku. Díky své výsadní hospodářské poloze na Rýně získali obyvatelé Ilanzu pravděpodobně ve druhé polovině 13. století status města. Podle středověkého práva patřilo k městským privilegiím právo na vlastní trh, vlastní soud a městské hradby.
Zatímco tržní práva Ilanzských zůstala nezpochybnitelná, v soudních záležitostech se jim od Gruobu odtrhnout nepodařilo. Město mělo alespoň tzv. městský nebo měšťanský soud, který mohl řešit drobné spory a byl závazný pro cizí trhovce, kteří se zdržovali uvnitř hradeb. Obyvatelé Ilanzu také využili práva na hradby. V roce 1390 mělo město hradby a brány, protože smlouva z tohoto roku uvádí, že baron Caspar von Sax daroval Stephanu Sporerovi dědičný statek, který se nacházel v Inlantzu ve městě u dolní brány u kruhového muru pod nüwen ärggel (oriel) Rüdis Schniders hus.
V téže smlouvě z roku 1390 je zmíněn také stat recht und gewonhait ze Inlantz. Bližší informace o jeho přesném obsahu jsou k dispozici pouze kolem let 1529 a 1534: pak mají (lidé z Ilanzu) ve svém statutu čtyři řády s dvory, ulicemi, uličkami ... a také jiné řády pro lidi a také pro svůj řád hospodyň. Městské právo zřejmě obsahovalo jakýsi stavební řád, předpisy pro stavbu mostů a hodin, stejně jako předpisy pro požární policii a hospodářské předpisy.

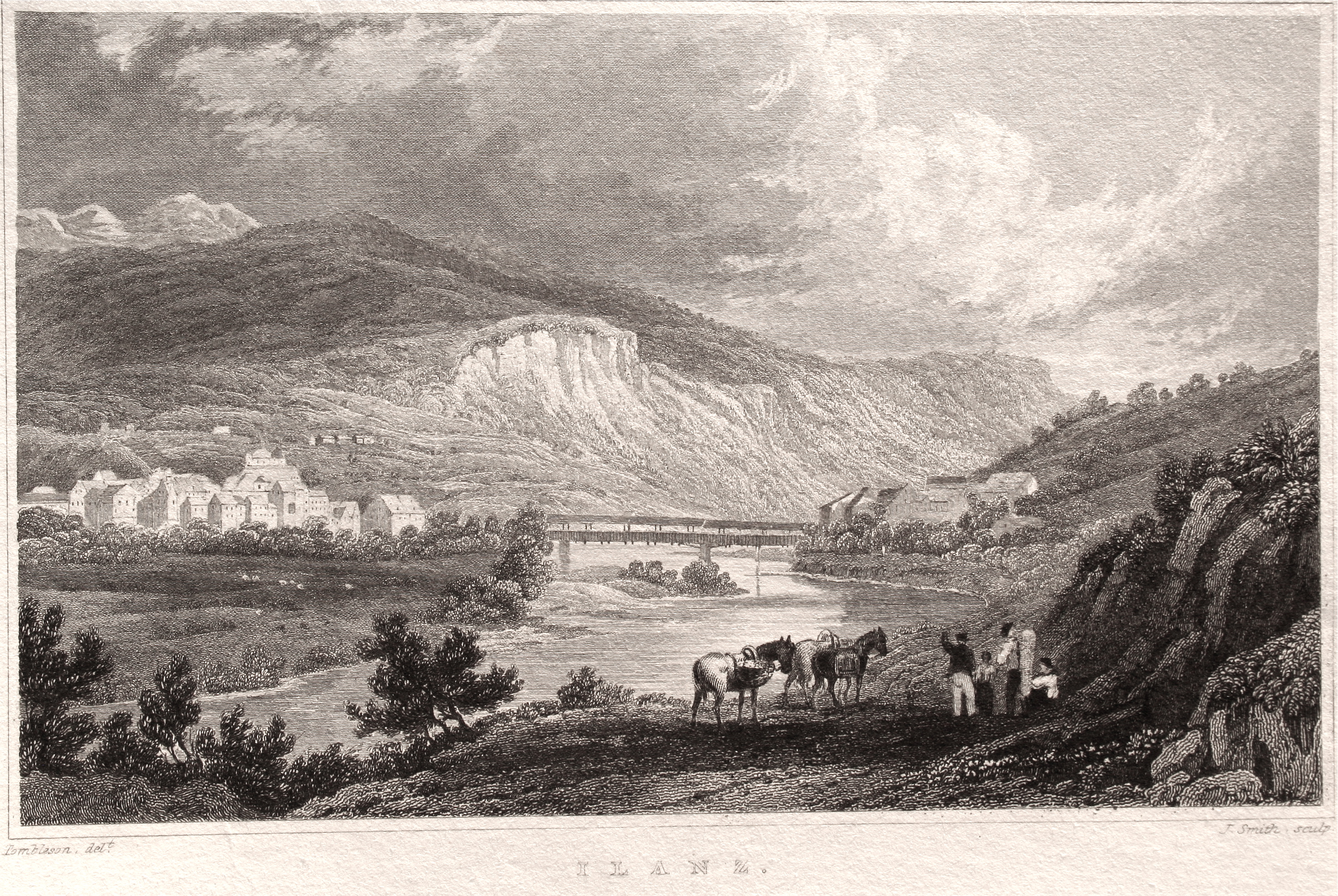
Ilanz okolo roku 1830

Ilanz však nebyl svobodným městem jako říšská města Curych a Bern, ale patřil městskému pánovi, který měl nárok na četné náhrady v podobě úroků a cel a vybíral od obyvatel daň na ochranu před nepřátelskými útoky. Pány města byli na konci 13. a ve 14. století baroni z Belmontu, pojmenovaní podle svého hradu Belmont u Fidazu. V roce 1352 museli Belmontové, kterým patřil téměř celý Gruob a Lugnez, bránit svůj majetek před pánem z Werdenbergu-Heiligenbergu, který se svými vojsky vtrhl do Gruobu a vyplenil Ilanz. V roce 1483 zničil město a kostel svaté Markéty požár. Datum 1513 na přízemí horní brány naznačuje, že město bylo poměrně brzy přestavěno.
V roce 1371 se vládci města Ilanz stali baroni ze Sax-Misoxu, kteří převzali dědictví po posledním Belmonterovi po jeho smrti. Pod jejich vedením začal Ilanz rychle nabývat na významu pro celou Konfederaci. Zde v roce 1395 uzavřeli ilanzský opat Johannes z Disentisu, hrabě Albrecht Sasko-Míšovský a baron Ulrich Mocný z Rhäzünsu zemský mír Part Sura, který se stal základem Šedé aliance, později rozšířené o Trun. Význam Ilanzu brzy přesáhl vlastní území konfederace, neboť po sjednocení tří konfederací s Churem a Davosem se stal pravidelným místem zasedání Generálního spolkového shromáždění, nejvyššího orgánu Svobodného státu Graubünden.

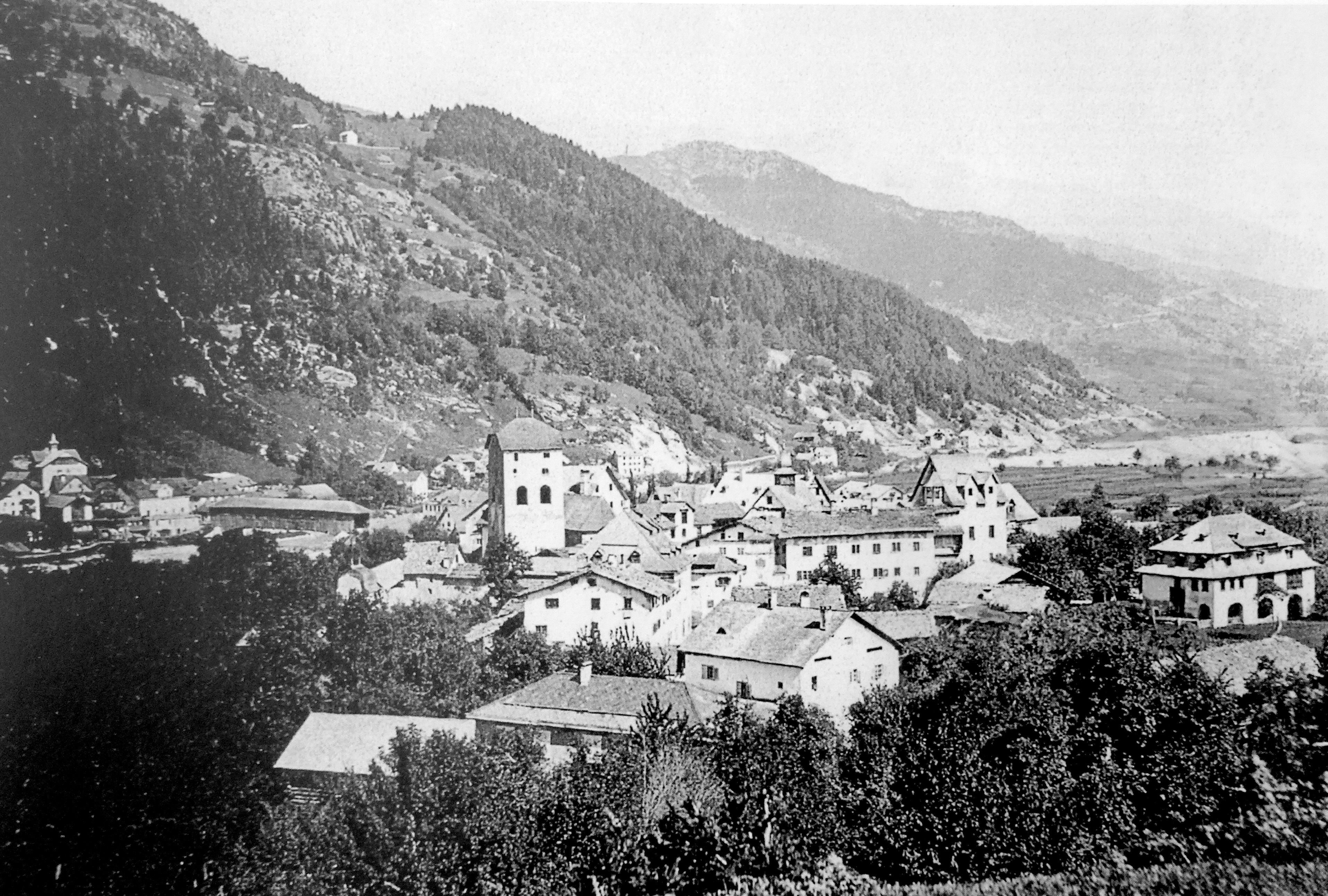
Nejstarší známá fotografie města (1870)

Ústřední význam Ilanzu ještě více vzrostl v době reformace. Disputace, které byly pro reformaci v Graubündenu rozhodující, se konaly v kostele svaté Markéty na počátku 16. století. Ilanzská disputace, náboženský spor konaný v lednu 1526, připravila půdu pro reformaci v Graubündenu, který se vyvinul v konfesně smíšený stát. Ilanzské artikuly z 25. června 1526 rozhodujícím způsobem posílily práva obcí vůči churskému biskupovi. Ilanz je jedním z deseti švýcarských měst, kterým Federace protestantských církví v roce 2017 udělila označení „město reformace“. V roce 1538 se v něm sešla také první protestantská říšská synoda. Ilanz se stal reformovaným a zůstal jím přibližně 300 let. V 19. století přistěhovalí katolíci obnovili katolickou víru a v roce 1879 postavili v centru dnešního města kostel.
V letech 1546 až 1563 našel v Ilanzu útočiště pronásledovaný Tyrolan Leopold Scharnschlager, který zde působil jako učitel. V podzemí působil jako vedoucí malého anabaptistického sboru.
Během nepokojů v Graubündenu na počátku 17. století stál Ilanz na straně Francouzů a Benátčanů. Město muselo odčinit úkryt, který poskytlo mnoha odpůrcům Španělska za rakouské okupace. V důsledku strádání a chudoby se v Ilanzu rozšířila víra v čarodějnice, což vedlo k četným čarodějnickým procesům v průběhu několika let.
Na konci 17. a v 18. století, kdy se o dnešní Graubünden kvůli jeho geopolitické poloze ucházely evropské velmoci, se Ilanz prostřednictvím rodiny Schmid von Grüneck aktivně účastnil politického dění. Schmidové von Grüneck byli nejvýznamnějším rodem ve městě. Rod se v Ilanzu poprvé objevil na konci 14. století a vymřel v 18. století. V roce 1544 je císař Karel V. povýšil do šlechtického stavu a povolil jim nosit titul „von Grüneck“ podle stejnojmenného hradu, který však byl v té době již v troskách. Ilanz také vděčí za pomoc reformovaným městům Curychu a Bernu při přestavbě hradeb a výzdobě brány v letech 1715–1717 z iniciativy rodiny Schmid von Grüneck.
Když Francouzi na konci 18. století zrušili staré státní zřízení a země se v roce 1803 stala součástí Švýcarské konfederace jako kanton, ztratil Ilanz svůj význam jako hlavní město spolkové země a místo setkávání. Jako hlavní město okresu Ilanz a současného okresu Surselva si však zachovalo regionální politický význam.

## Obyvatelstvo
| Rok            | 1835 | 1850 | 1900 | 1950  | 2000  | 2014  |
| Počet obyvatel | 574  | 663  | 981  | 1 640 | 2 488 | 4 700 |

Původně byla oblast tradičně rétorománská. Obyvatelé obce hovoří převážně jazykem sursilvan, surselvským dialektem rétorománštiny. Jeho postavení jakožto hlavního a úředního jazyka však v posledních desetiletích upadlo ve prospěch němčiny, která se stala úředním jazykem, zejména díky množství turistů, přijíždějících do oblasti.

## Doprava

### Železniční doprava

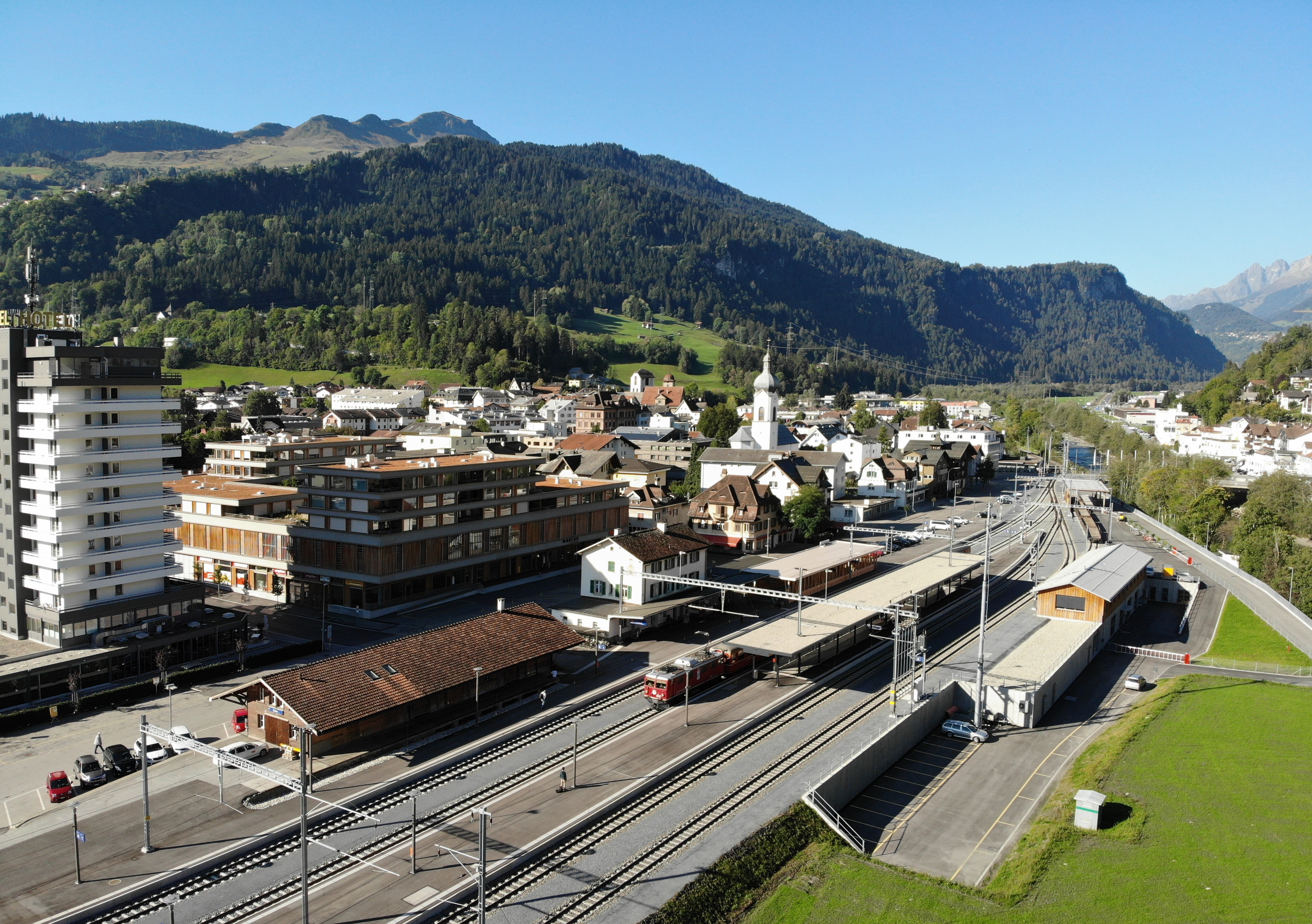
Železniční stanice Ilanz s autobusovým terminálem (vlevo dole)

Rýnská trať Rhétské dráhy byla otevřena v roce 1903 do Ilanzu, tehdejší konečné stanice, a v roce 1912 pak byla prodloužena do Disentisu. Stanice Ilanz je stále nejdůležitější mezilehlou stanicí na trati, s velkým významem pro osobní i nákladní dopravu, zejména jako nakládací stanice minerální vody Valser.

### Silniční doprava
Původní oberlandská silnice vedla z Churu přes Lukmanierský průsmyk do Ticina. Pro vznik města byla významná jeho poloha na mostě přes Rýn – prvním nad Reichenau.
Obcí prochází kantonální hlavní silnice č. 19 (Tamins – Disentis – Andermatt). Veřejnou dopravu zajišťují žluté autobusy Postauto. Z Ilanzu jezdí hvězdicové autobusové linky do okolních obcí včetně známých rekreačních středisek, jako jsou Flims, Laax, Obersaxen a Vals.
Po zhruba čtyřleté výstavbě byl 10. srpna 2016 uveden do provozu západní obchvat Ilanzu. Díky dvěma kruhovým objezdům na Oberalpstrasse a Lugnezerstrasse, postaveným spolu s 267 metrů dlouhým mostem přes Rýn, by mělo dojít ke snížení denní intenzity provozu v Ilanzu z přibližně 9 400 na 4 600 vozidel. Náklady činily přibližně 26 milionů švýcarských franků.

## Osobnosti
- Corina Casanovová (* 1956), bývalá švýcarská spolková kancléřka